# Jacques de Molay

Cờ hiệu của Jacques de Molay

Jacques de Molay (tiếng Pháp: [də mɔlɛ]; khoảng 1240-1250 – 11 hoặc 18 tháng 3 năm 1314), còn được đánh vần là "Molai", là đại huynh trưởng thứ 23 và cũng là cuối cùng của Hiệp sĩ dòng Đền. Ông lãnh đạo dòng Đền từ ngày 20 tháng 4 năm 1292 cho đến khi nó bị giải tán theo lệnh của Giáo hoàng Clêmentê V vào năm 1312. Mặc dù ít ai biết về cuộc sống và hoạt động thực tế của ông ngoại trừ những năm cuối là tổng chỉ huy, nhưng Jacques de Molay là một trong những hiệp sĩ dòng Đền được biết đến nhiều nhất.
Mục tiêu của ông trên cương vị đại huynh trưởng là cải tổ hoạt động của dòng Đền, điều chỉnh theo tình hình trong những ngày tàn của cuộc Thập tự chinh đến Thánh địa. Khi bảo trợ của các nước châu Âu cho các cuộc Thập tự chinh suy giảm, các lực lượng khác đã tìm cách giải tán dòng Đền và tuyên bố tài sản của các Hiệp sĩ dòng Đền là của họ. Vua Philippe IV của Pháp mắc nợ dòng Đền rất nhiều, khiến Molay và nhiều Hiệp sĩ dòng Đền khác ở Pháp bị bắt giữ vào năm 1307, sau đó bị tra tấn ép buộc nhận những tội danh mà họ không làm. Khi Molay rút lại lời thú tội của mình, Philip đã cho hỏa thiêu ông trên một giàn gỗ ở một hòn đảo trên sông Seine trước nhà thờ Đức Bà Paris vào tháng 3 năm 1314. Kết thúc bất ngờ của dòng Đền sau hàng thế kỷ tồn tại và cuộc hành quyết đầy kịch tính đối với tổng chỉ huy cuối cùng đã biến Molay thành một nhân vật huyền thoại.

## Tuổi trẻ
Những năm đầu đời có rất ít thông tin về ông nhưng Jacques de Molay có lẽ được sinh ra ở Molay, Haute-Saône, lúc bấy giờ là vùng đất bá tước Burgundy được cai trị bởi Otto III như là một phần của Đế quốc La Mã Thần thánh, ngày nay thuộc vùng Bourgogne-Franche-Comté, miền đông nước Pháp. Năm ông chào đời vẫn chưa được biết chính xác nhưng xét đoán qua bản kê khai xét án sau đó thì có lẽ là vào khoảng 1240-1250.
Cũng như hầu hết các Hiệp sĩ dòng Đền khác, ông sinh ra trong một gia đình quý tộc tiểu hoặc trung lưu. Có ý kiến cho rằng, ông được nhận tước Hiệp sĩ ở tuổi 21 vào năm 1265 và được biết là ông bị xử tử vào năm 1314, tức là khoảng 70 tuổi. Không biết năm sinh chính xác của ông và nhà sử học người Pháp Alain Demurger nhận thấy rằng ông được sinh ra trong giai đoạn 1244/45 đến 1248/49 hoặc thậm chí từ 1240 đến 1250.
Năm 1265, khi còn là một chàng trai trẻ, ông đã được nhận vào dòng Đền trong một nhà nguyện tại nhà ở Beaune, bởi Humbert de Pairaud, một hiệp sĩ và thanh tra viên dòng Đền ở Pháp và Anh. Một hiệp sĩ dòng Đền nổi tiếng khác cũng có mặt trong ngày hôm đó là Amaury de la Roche, chỉ huy của dòng Đền tại khu vực Pháp.
Khoảng năm 1270, Molay đi về phía Đông (Outremer) và trong khoảng 20 năm sau đó, có rất ít các ghi chép về hoạt động của ông.

## Đại huynh trưởng dòng Đền
Sau cuộc vây hãm Acre năm 1291 bởi người Ai Cập Mamluk, những người Frank (tên được sử dụng tại Levant cho người Công giáo châu Âu) tham gia đã rút lui đến đảo Síp. Nó trở thành kinh đô của vương quốc Jerusalem đang trên đà suy tàn và là cơ sở hoạt động cho những nỗ lực quân sự trong tương lai của quân Thập tự chinh chống lại Mamluk Ai Cập, những người đã chinh phục hệ thống tất cả các thành trì Thập tự chinh cuối cùng trên đất liền. Dòng Đền ở Sip bao gồm Jacques de Molay và Thibaud Gaudin, đại huynh trưởng thứ 22 của họ. Trong một cuộc họp được triệu tập trên đảo vào mùa thu năm 1291, Molay đã nói về việc cải tổ dòng và ứng cử mình với tổng chỉ huy hiện tại. Gaudin sau đó qua đời vào khoảng năm 1292 và vì không có ứng cử viên sáng giá nào cho vị trí này vào thời điểm đó nên Molay đã sớm được bầu làm đại huynh trưởng thứ 23.
Vào mùa xuân năm 1293, ông bắt đầu một chuyến du lịch về phía tây để cố gắng tập hợp nhiều sự ủng hộ hơn cho việc tái chiếm Thánh địa. Ông đã phát triển mối quan hệ với các nhà lãnh đạo châu Âu lúc bấy giờ như Giáo hoàng Bônifaciô VIII, Edward I của Anh, Jaume I của Aragon và Carlo II của Napoli, mục tiêu trước mắt của Molay là tăng cường bảo vệ căn cứ đảo Síp và xây dựng lại lực lượng dòng Đền. Từ những chuyến đi của mình, ông đã đảm bảo được sự ủy quyền từ một số quốc vương cho việc cung cấp nguồn lực sang đảo Síp, nhưng không thể có được cam kết chắc chắn nào cho một cuộc Thập tự chinh mới. Đã có cuộc trao đổi liên quan đến việc sáp nhập các Hiệp sĩ dòng Đền với một trong những dòng tu quân sự khác, Hiệp sĩ Cứu tế. Các đại huynh trưởng của cả hai dòng này đã phản đối việc sáp nhập như vậy, nhưng áp lực từ Giáo hoàng ngày một tăng lên.
Được biết, Molay đã tổ chức hai cuộc họp toàn thể dòng Đền ở miền nam nước Pháp, một tại Montpellier vào năm 1293 và một tại Arles vào năm 1296, nơi ông cố gắng thực hiện cải cách. Vào mùa thu năm 1296, Molay trở lại Síp để bảo vệ dòng Đền chống lại Henry II của Jerusalem, khi mẫu thuẫn xung đột đã bắt nguồn từ thời đại huynh trưởng thứ 21 là Guillaume de Beaujeu.
Từ năm 1299 đến 1303, Molay đã tham gia lên kế hoạch và thực hiện một cuộc tấn công mới chống lại người Mamluk. Kế hoạch là phối hợp với các dòng tu quân đội Kitô giáo, quốc vương Síp, quý tộc Síp, lực lượng Armenia của Cilicia và một đồng minh tiềm năng mới, Hãn quốc Y Nhi của Mông Cổ, để chống lại Mamluk Ai Cập và tái chiếm thành phố ven biển Tortosa ở Syria.
Qua các thế hệ, đã có sự liên lạc giữa người Mông Cổ và châu Âu về khả năng tạo ra một Liên minh Frank-Mông Cổ chống lại người Mamluk, nhưng không thành công. Người Mông Cổ đã nhiều lần cố gắng tự mình chinh phục Syria, nhưng đều gặp sự kháng cự quyết liệt bởi người Mamluk Ai Cập buộc phải quay trở lại hoặc phải rút lui vì một cuộc nội chiến ở đế quốc, như là các cuộc tấn công của Hãn quốc Kim Trướng ở phía bắc. Năm 1299, Hãn quốc Y Nhi một lần nữa cố gắng chinh phục Syria, và đã có một số thành công ban đầu chống lại người Mamluk như là chiến thắng tại trận Wadi al-Khaznadar vào tháng 12 năm 1299.
Vào năm 1300, Molay và các lực lượng khác đã tập hợp một hạm đội nhỏ gồm 16 tàu thực hiện các cuộc tấn công dọc theo bờ biển Ai Cập và Syria từ đảo Síp. Lực lượng này được chỉ huy bởi vua Henry II của Jerusalem là quốc vương của Síp cùng với người em trai của ông Amalric, cùng những người đứng đầu các dòng tu quân sự, đại sứ của nhà lãnh đạo Hãn quốc Y Nhi là Ghazan cũng tham gia. Các tàu rời Famagusta vào ngày 20 tháng 7 năm 1300, dưới sự lãnh đạo của chỉ huy hải quân Baudouin de Picquigny đã đột kích vào bờ biển Ai Cập và Syria gồm Rosetta, Alexandria, Acre, Tortosa và Maraclea, trước khi quay trở về đảo Síp.
Người Síp sau đó đã chuẩn bị cho một cuộc tấn công khác vào Tortosa cuối năm 1300, gửi một lực lượng chung đến một khu vực tổ chức trên đảo Ruad, đó là nơi phát động các cuộc tấn công lên đất liền. Mục đích là thiết lập một cơ sở dòng Đền chờ đợi sự hỗ trợ từ quân Mông Cổ của Ghazan, nhưng người Mông Cổ đã không xuất hiện vào năm 1300. Điều tương tự xảy ra vào năm 1301 và 1302, và hòn đảo cuối cùng đã bị đánh chiếm trong Cuộc bao vây Ruad vào ngày 26 tháng 9 năm 1302, phá hủy thành trì cuối cùng của Thập tự quân gần đất liền.
Sau khi mất Ruad, Molay từ bỏ chiến thuật tiến công nhỏ lẻ, và thay vào đó, ông dồn tâm huyết của mình vào việc cố gắng nâng cao sự ủng hộ cho một cuộc Thập tự chinh lớn mới, cũng như củng cố dòng Đền ở Síp. Khi một cuộc đấu tranh quyền lực nổ ra giữa vua Henry II và em trai ông Amalric, các Hiệp sĩ dòng Đền đã ủng hộ Amalric, người sau đó đã giành vương quyền và Henry II bị lưu đày vào năm 1306. Trong khi đó, trước áp lực ngày càng gia tăng ở châu Âu về việc sáp nhập dòng Đền với dòng tu quân sự khác, được đặt dưới quyền của một vị vua và người đó sẽ trở thành vua mới của Jerusalem khi chinh phục được Thánh địa.

### Đến Pháp
Năm 1305, Giáo hoàng Clêmentê V mới đắc cử đã lấy ý kiến các chỉ huy của các dòng tu quân sự liên quan đến việc thiết lập một cuộc thập tự chinh mới và sáp nhập các dòng tu. Molay được yêu cầu viết bản trích yếu về từng vấn đề mà ông đã làm trong mùa hè năm 1306. Molay đã phản đối việc sáp nhập, thay vào đó ông tin rằng các dòng tu quân sự riêng biệt sẽ mạnh mẽ và phát triển hơn, vì mỗi dòng có một sứ mệnh khác nhau. Ông cũng có niềm tin rằng nếu có một cuộc thập tự chinh mới, thì nó cần phải có quy mô lớn hơn, vì những hành động nhỏ hơn đều không hiệu quả.